# Вовк Станіслав Петрович
Станіслав Петрович Вовк (нар. 28 грудня 1947) — український футболіст, нападник. Найкращий бомбардир першого чемпіонату УРСР серед команд другої ліги.

## Життєпис
Вихованець запорізької футбольної школи «Стріла». 1966 року виступав за дублюючий склад «Металурга», тричі вражав ворота суперників.
Своєю грою привернув увагу тренерів тернопільського «Авангарда», до складу якого приєднався у тому ж сезоні. Через два роки повернувся до Запоріжжя. За два сезони у другій групі класу «А» провів 34 матчі, 6 голів. Армійську службу проходив у одеському СКА.
Найкращим у його футбольній біографії став 1971 рік. У складі нової команди — криворізького «Кривбаса» здобув титул чемпіона УРСР. Став найкращим бомбардиром турніру — 22 голи в 45 матчах. Наступного сезону команда грала в першій лігі, але втриматись там не змогла. Всього в «Кривбасі» провів 91 ліговий матч, 30 забитих м'ячів.
Завершив виступи 1974 року в команді «Авангард» (Севастополь).

## Статистика
| Сезон | Команда                  | Ліга | Ігри | Голи |
| ----- | ------------------------ | ---- | ---- | ---- |
| 1966  | «Авангард» (Тернопіль)   | D3   | 14   | 4    |
| 1967  | «Авангард» (Тернопіль)   | D3   | 37   | 5    |
| 1968  | «Металург» (Запоріжжя)   | D2   | 30   | 6    |
| 1969  | «Металург» (Запоріжжя)   | D2   | 4    | 0    |
| 1970  | СКА (Одеса)              | D3   | 20   | 0    |
| 1971  | «Кривбас» (Кривий Ріг)   | D3   | 45   | 22   |
| 1972  | «Кривбас» (Кривий Ріг)   | D2   | 25   | 5    |
| 1973  | «Кривбас» (Кривий Ріг)   | D3   | 21   | 3    |
| 1974  | «Авангард» (Севастополь) | D3   |      | 5    |